# Club Comercio Central Unidos
El Club Comercio Central Unidos, mayormente conocido como Comercio Central o por su acrónimo «CCCU», es un club de la ciudad de Santiago del Estero, Argentina. Fue fundado el 29 de marzo de 1932. Su principal actividad es el fútbol y actualmente participa en los torneos de Liga Santiagueña de Fútbol y en el Torneo Regional Federal Amateur, la cuarta categoría del fútbol de Argentina.
El club había jugado las ediciones del Torneo Argentino B en 2000 y 2001, llegando a la fase final. También en 2010, 2011 y 2014 del Torneo Federal C y en el Torneo Federal B en las temporadas 2015, 2016 y 2017.
Además de su participación en torneos nacionales, el club también ha logrado varios títulos a nivel local, consolidándose como uno de los equipos más exitosos de la Liga Santiagueña de Fútbol.

## Historia

### Historia
El nombre de la institución se le debe a la fusión entre Comercio Central y Principiantes Unidos. En la década del 90, también se fusionó un tiempo con Estudiantes de Huaico Hondo. Con los colores rojo y negro como emblema, se destacó en sus inicios al quebrar la hegemonía local del Club Atlético Mitre y obtener tres títulos consecutivos en la Liga Santiagueña de Fútbol.

### Logros del club
Uno de los logros más recordados del club fue su ascenso al Torneo Federal B en 2014. Este histórico ascenso se logró el 30 de abril de 2014, cuando Comercio Central Unidos ganó una de las finales del Federal C contra Juventud Unida de Charata por 1 a 0 en condición de local, con un gol de Luis Leguizamón. Este triunfo permitió al club participar en el Torneo Federal B, le permitió estrenar su nombre en la Copa Argentina 2014-15, certamen en el que ganó uno de los tres encuentros disputados.
En el Torneo Federal B, la mejor campaña del club fue en 2016, cuando llegó a los cuartos de final, siendo eliminado por Tiro Federal de Morteros. Esta histórica campaña le permitió clasificarse para participar en la Copa Argentina 2016-17, un logro que marcó un hito en la historia del club.

## Instalaciones

### Estadio
El estadio Raúl Adolfo Seijas se encuentra emplazado entre las Avenidas Belgrano Norte, Leopoldo Lugones y Colón Norte, en la ciudad de Santiago del Estero. Lleva el nombre de Raúl Adolfo Seijas, en honor a un expresidente de la institución.

## Rivalidades

### Estudiantes de Huaico Hondo
Su principal rival es el Club Atlético Estudiantes, también de la misma ciudad con quien disputa el Clásico de Huaico Hondo.

## Datos del club
Total de temporadas en AFA: 11
- Temporadas en primera división: 0
- Temporadas en segunda división: 0
- Temporadas en tercera división: 0
- Temporadas en cuarta división: 8
  - Torneo Argentino B: 2 (2000-01, 2001-02)
  - Torneo Federal B: 4 (2014, 2015, 2016, 2017)
  - Torneo Regional Federal Amateur: 2 (2019, 2023/24)
- Temporadas en quinta división: 3
  - Torneo del interior: 3 (2010, 2011, 2014)
- Participaciones en Copas nacionales: 3
  - Copa Argentina: 3 (2014-15, 2015-16, 2016-17)